# Run (песма групе Snow Patrol)
"Run" (у преводу, Трчи!; трк, трчање; бекство) био је други сингл са трећег албума групе Сноу патрол, Final Straw. Овај сингл је заслужан за мејнстрим успехе ове групе.
Песма се појавила на албуму . Такође се појавила у филмовима The Chumscrubber и Talladega Nights: The Ballad of Ricky Bobby, као и у десетој епизоди друге сезоне серије . Такође се налази на трејлеру за филм .

## Списак песама

### 10" формат
A: 
B: 
Следећа два формата су издата касније, 26. фебруара 2004.

### E-CD формат
1. (спот)

### 7" формат
A: 
B: 